# Faux (Ardennes)
Faux település Franciaországban, Ardennes megyében. Lakosainak száma 63 fő (2022. január 1.). Faux Amagne, Auboncourt-Vauzelles, Lucquy, Saulces-Monclin és Sorcy-Bauthémont községekkel határos.

## Népesség
A település népességének változása:
| Lakosok száma | 68   | 57   | 60   | 55   | 56   | 56   | 57   | 58   | 59   | 63   |
|               | 1968 | 1982 | 1990 | 2006 | 2013 | 2015 | 2017 | 2019 | 2020 | 2022 |